# Centro Histórico de Mérida (México)
El centro histórico de Mérida es la zona de monumentos históricos de la ciudad de Mérida, capital del estado de Yucatán, en México, declarado patrimonio de la nación por el Instituto Nacional de Antropología e Historia (INAH).
En esta área se encuentran edificaciones de estilo colonial y eclesiástico abarcando un área de 3.88 kilómetros cuadrados formada por 659 manzanas que comprenden alrededor de 3 906 edificios construidos entre los siglos XVI y XIX.
La zona de monumentos históricos de Mérida fue decretada y aprobada por el expresidente José López Portillo el 8 de octubre de 1982 y puesta en vigor de acuerdo con su publicación en el Diario Oficial de la Federación el 18 de abril de ese mismo año.

## Declaratoria
CONSIDERANDO

- Que la ciudad de Mérida, Yucatán se desarrolló a partir de 1533 sobre el asentamiento indígena de Ichcaanzhó, con la campaña militar de Francisco de Montejo, el Mozo, para conquistar la Península de Yucatán, región plena de vestigios de la cultura maya que conjuntamente con la fuerza creadora de los portadores de la cultura hispánica logró expresiones estéticas de gran relevancia, especialmente en su arquitectura civil y religiosa que en el transcurso de varios siglos integró un extraordinario conjunto urbano que constituye una parte importante del patrimonio cultural de México.
- Que por otra parte, fue escenario de acontecimientos relacionados con las luchas armadas por la Independencia, el Federalismo y Soberanía Regionales, como las luchas de los sanjuanistas, Lorenzo de Zavala, José Francisco Bates y José María Quintana; la revolución encabezada por Santiago Imán en 1839 exigiendo el restablecimiento del sistema federal en la República y los levantamientos de armas de 1840, 1843 y 1845 para apoyar la Constitución de 1824, demandando la independencia o autonomía de la Península de Yucatán mientras no hubiese Federalismo.
- Que en 1914, al triunfo de las fuerzas constitucionalistas, el ingeniero y coronel Eleuterio Ávila decretó la libertad de los peones de las haciendas; y en 1915, el general Salvador Alvarado y Felipe Carrillo Puerto recuperaron la Península de un nuevo movimiento separatista.
- Que las características formales de la edificación de la ciudad, la relación de espacios y estructura urbana, tal como hoy se conservan, son un elocuente testimonio de excepcional valor para la historia social, política y del arte en México.
- Que para atender convenientemente la preservación del legado histórico que tiene esta zona, sin lesionar su armonía urbana, es necesario incorporarla al régimen de la Ley Federal sobre Monumentos y Zonas Arqueológicos, Artísticos e Históricos y su Reglamento, que dispone que es de utilidad pública la investigación, protección, conservación, restauración y recuperación de los monumentos y de las zonas de monumentos históricos como parte integrante del patrimonio cultural de la Nación he tenido a bien expedir el siguiente:

DECRETO.

## Monumentos históricos
| Id.   | Monumento                                                                                    | Municipio | Localidad | Ubicación                                                                              | Imagen |
| ----- | -------------------------------------------------------------------------------------------- | --------- | --------- | -------------------------------------------------------------------------------------- | ------ |
| 06135 | Arco de San Juan                                                                             | Mérida    | Mérida    | 20°57′44″N 89°37′37″O / 20.962247, -89.626986 Calle 64 s/n, Centro (ZMH ""A"")         |        |
| 06134 | [[\|]] Casa de don Eligio Ancona Castillo                                                    | Mérida    | Mérida    | 20°58′04″N 89°37′34″O / 20.967867, -89.625986 Calle 64 501, Centro (ZMH ""A"")         |        |
| 05983 | Casa de la Condesa                                                                           | Mérida    | Mérida    | 20°58′08″N 89°37′30″O / 20.968842, -89.624897 Calle 59 514, Centro (ZMH ""A"")         |        |
| 05982 | [[Casa de la Cultura Jurídica Rafael Matos Escobedo\|]]                                      | Mérida    | Mérida    | 20°58′04″N 89°37′07″O / 20.967814, -89.618675 Calle 59 458, Centro (ZMH ""A"")         |        |
| 00458 | Catedral de Yucatán                                                                          | Mérida    | Mérida    | 20°58′02″N 89°37′21″O / 20.967100, -89.622539 Calle 60 502 A, Centro (ZMH ""A"")       |        |
| 05984 | Cuartel Dragones                                                                             | Mérida    | Mérida    | 20°58′01″N 89°36′57″O / 20.967036, -89.615831 Calle 59 s/n, Centro (ZMH ""A"")         |        |
| 06938 | Edificio de la Junta Superior de Sanidad                                                     | Mérida    | Mérida    | 20°51′54″N 89°39′11″O / 20.865000, -89.653056 Calle 72 s/n, Centro                     |        |
| 05991 | Ermita de Santa Isabel (Mérida, Yucatán)                                                     | Mérida    | Mérida    | 20°57′24″N 89°37′47″O / 20.956778, -89.629675 Calle 66 618 B, Centro (ZMH ""B2"")      |        |
| 06123 | Dirección de Educación Inicial y Preescolar y Centro de Artes Visuales                       | Mérida    | Mérida    | 20°58′35″N 89°37′18″O / 20.976386, -89.621775 Calle 60 413, Centro                     |        |
| 06131 | Escuela Prmaria ""Vicente María Velázquez""                                                  | Mérida    | Mérida    | 20°57′39″N 89°37′37″O / 20.960967, -89.627003 Calle 64 550, Centro                     |        |
| 06120 | Escuela Estatal de Música Coral                                                              | Mérida    | Mérida    | 20°58′03″N 89°36′59″O / 20.967492, -89.616425 Calle 59 426, Centro                     |        |
| 06127 | Escuela Primaria Estatal n.º 46 ""Gonzalo López Manzanero""                                  | Mérida    | Mérida    | 20°57′33″N 89°37′34″O / 20.959206, -89.626053 Calle 62 588, Centro                     |        |
| 06128 | Escuela, Oficinas                                                                            | Mérida    | Mérida    | 20°58′00″N 89°37′37″O / 20.966792, -89.627056 Calle 63 532, Centro (ZMH ""A"")         |        |
| 06129 | Ex Convento de las Concepcionistas                                                           | Mérida    | Mérida    | 20°58′02″N 89°37′36″O / 20.967167, -89.626764 Calle 63 503 A, Centro (ZMH ""A"")       |        |
| 05985 | Ex Palacio Episcopal o Ateneo Peninsular                                                     | Mérida    | Mérida    | 20°58′00″N 89°37′22″O / 20.966667, -89.622878 Calle 60 502, Centro (""ZMH ""A"")       |        |
| 05980 | Ex Templo de San Juan de Dios                                                                | Mérida    | Mérida    | 20°58′03″N 89°37′19″O / 20.967464, -89.621992 Calle 61 s/n, Centro (ZMH ""A"")         |        |
| 06130 | Hemeroteca                                                                                   | Mérida    | Mérida    | 20°57′54″N 89°37′34″O / 20.965033, -89.626233 Calle 64 518, Centro (ZMH ""A"")         |        |
| 06118 | Inmueble n.º 401 de la Calle 60                                                              | Mérida    | Mérida    | 20°58′04″N 89°37′18″O / 20.967778, -89.621667 Calle 60 401, Centro                     |        |
| 05978 | Instituto Nacional de Capacitación del Sector Agropecuario A.C                               | Mérida    | Mérida    | 20°58′16″N 89°37′29″O / 20.971169, -89.624592 Calle 55 520, Centro (ZMH ""A"")         |        |
| 06133 | Mercado                                                                                      | Mérida    | Mérida    | 20°58′00″N 89°37′19″O / 20.966608, -89.621883 Calle 58 510, Centro (ZMH ""A"")         |        |
| 06121 | Museo                                                                                        | Mérida    | Mérida    | 20°58′03″N 89°36′55″O / 20.967614, -89.615392 Calle 59 s/n, Centro                     |        |
| 06122 | Oficinas                                                                                     | Mérida    | Mérida    | 20°51′54″N 89°39′11″O / 20.865000, -89.653056 Calle 66 s/n, Centro                     |        |
| 06937 | Oficinas                                                                                     | Mérida    | Mérida    | 20°51′54″N 89°39′11″O / 20.865000, -89.653056 Calle 72 s/n, Centro                     |        |
| 06939 | Oficinas                                                                                     | Mérida    | Mérida    | 20°51′54″N 89°39′11″O / 20.865000, -89.653056 Calle 61 441, Centro                     |        |
| 06126 | Oficinas                                                                                     | Mérida    | Mérida    | 20°58′06″N 89°37′39″O / 20.968383, -89.627517 Calle 61 525, Centro (ZMH""A"")          |        |
| 06124 | Oficinas                                                                                     | Mérida    | Mérida    | 20°57′52″N 89°37′24″O / 20.964400, -89.623442 Calle 60 526, Centro (ZMH ""A"")         |        |
| 05981 | Oficinas de SAGARPA                                                                          | Mérida    | Mérida    | 20°58′04″N 89°37′04″O / 20.967700, -89.617661 Calle 59 442, Centro (ZMH ""A"")         |        |
| 05979 | Oficinas del Instituto Electoral del Estado                                                  | Mérida    | Mérida    | 20°58′13″N 89°37′28″O / 20.970161, -89.624489 Calle 57 511, Centro (ZMH ""A"")         |        |
| 06119 | Oficinas Estatales                                                                           | Mérida    | Mérida    | 20°58′04″N 89°37′18″O / 20.967778, -89.621667 Calle 58 475, Centro                     |        |
| 00075 | Palacio Cantón                                                                               | Mérida    | Mérida    | 20°58′36″N 89°37′11″O / 20.976711, -89.619708 Paseo de Montejo 485, Centro (ZMH ""A"") |        |
| 05999 | Parroquia de Nuestra Señora de Guadalupe Antes San Cristóbal                                 | Mérida    | Mérida    | 20°57′40″N 89°37′03″O / 20.961228, -89.617517 Calle 50 540, San Cristóbal (ZMH ""A"")  |        |
| 05990 | Parroquia San Sebastián                                                                      | Mérida    | Mérida    | 20°57′32″N 89°37′56″O / 20.958919, -89.632167 Calle 72 s/n, Centro (ZMH ""B2"")        |        |
| 06132 | Portal de Santa Lucía Parque Santa Lucía                                                     | Mérida    | Mérida    | 20°58′17″N 89°37′22″O / 20.971322, -89.622725 Calle 55 s/n, Centro (ZMH ""A"")         |        |
| 06162 | Subadministración de Recursos y Servicios de Mérida                                          | Mérida    | Mérida    | 20°58′26″N 89°37′13″O / 20.973911, -89.620411 Calle 58 416, Centro (ZMH ""A"")         |        |
| 06125 | Teatro Daniel Ayala Pérez                                                                    | Mérida    | Mérida    | 20°58′04″N 89°37′22″O / 20.967808, -89.622811 Calle 60 499, Centro (ZMH ""A"")         |        |
| 05986 | Teatro Peón Contreras                                                                        | Mérida    | Mérida    | 20°58′10″N 89°37′20″O / 20.969475, -89.622261 Calle 60 s/n, Centro (ZMH""A"")          |        |
| 05992 | Templo de El Jesús o de la Tercera Orden                                                     | Mérida    | Mérida    | 20°58′08″N 89°37′21″O / 20.968772, -89.622431 Calle 60 490, Centro (ZMH ""A"")         |        |
| 05996 | Templo de la Candelaria                                                                      | Mérida    | Mérida    | 20°57′50″N 89°37′35″O / 20.963794, -89.626400 Calle 64 532 A, Centro (ZMH ""A"")       |        |
| 05995 | Templo de Nuestra Señora de la Consolación o de Monjas Ex Convento de Monjas Concepcionistas | Mérida    | Mérida    | 20°58′04″N 89°37′18″O / 20.967778, -89.621667 Calle 63 503 B, Centro (ZMH ""A"")       |        |
| 05998 | Templo de Nuestra Señora de Lourdes                                                          | Mérida    | Mérida    | 20°57′42″N 89°36′36″O / 20.961561, -89.609969 Calle 65 342, Centro (ZMH ""B2"")        |        |
| 05997 | Templo de San Juan Bautista                                                                  | Mérida    | Mérida    | 20°57′46″N 89°37′32″O / 20.962717, -89.625689 Calle 64 s/n, Centro (ZMH ""A"")         |        |
| 05398 | Templo de Santa Ana                                                                          | Mérida    | Mérida    | 20°58′35″N 89°37′15″O / 20.976481, -89.620969 Calle 60 s/n, Santa Ana (ZMH ""A"")      |        |
| 05993 | Templo de Santa Lucía                                                                        | Mérida    | Mérida    | 20°58′16″N 89°37′19″O / 20.970994, -89.621933 Calle 60 476-A, Centro (ZMH""A"")        |        |
| 05994 | [[\|]] Templo de Santiago Apóstol                                                            | Mérida    | Mérida    | 20°58′12″N 89°37′46″O / 20.970064, -89.629433 Calle 70 491 A, Centro (ZMH""A"")        |        |
| 04446 | Convento de La Mejorada                                                                      | Mérida    | Mérida    | 20°58′04″N 89°36′57″O / 20.967708, -89.615936 Calle 50 500, Centro (ZMH ""A"")         |        |